# 喬·施密特
喬·施密特（英語：Joe Schmidt；1965年9月12日—）是一位已經退役的愛爾蘭橄欖球運動員，出生於新西蘭。他現在擔任愛爾蘭國家橄欖球隊的主教練。